# CLAP & LOVE/Why
「CLAP & LOVE/Why」及び「Why/CLAP & LOVE」（クラップ・アンド・ラブ/ホワイ、ホワイ/クラップ・アンド・ラブ）は、日本の歌手絢香の6作目のシングル。前者を2007年9月5日に初回限定盤と通常盤の2種を、後者を2007年9月12日に完全生産限定盤として1週遅れで発売した。発売元はワーナーミュージック・ジャパン。

## 解説
絢香初の両A面シングル並びに複数形態、形態別の発売週ずらしによる発売で、初回限定盤と通常盤、完全生産限定盤の計3形態での発売となる。9月5日の『CRISIS CORE -FINAL FANTASY VII-』のステッカーを特典として付属した初回限定盤と特典なしの永続盤である通常盤は「CLAP&LOVE/Why」のシングル名で、9月12日のFF版と絢香版による2種のミュージックビデオを付属した完全生産限定盤は「Why/CLAP&LOVE」のシングル名で、それぞれA面を入れ替えるかたちで発売された。
なお、発売週をずらす商法は2005年のBUMP OF CHICKENのシングル「supernova／カルマ」、「カルマ／supernova」が最初であるが、公式にはこちらは別の異なるシングルとして発表された。しかしオリコンでこの2盤が合算集計されたために、後に公式にも同一シングルとしてディスコグラフィーが訂正されるに至っている。

## 収録曲

### CD
- 完全生産限定盤は、A面曲を入れ替えて収録する。

初回限定盤ならびに、通常盤
1. CLAP & LOVE
作詞：絢香／作曲：西尾芳彦、絢香／編曲：松浦晃久
  - TBS系列ドラマ『地獄の沙汰もヨメ次第』主題歌
2. Why
作詞：絢香／作曲：西尾芳彦、絢香／編曲：L.O.E
  - PSP用ソフト『CRISIS CORE -FINAL FANTASY VII-』テーマソング
3. Peace loving people (Live Ver.) 
作詞：絢香／作曲：西尾芳彦、絢香
4. CLAP & LOVE (Instrumental)
5. Why (Instrumental)

完全生産限定盤
1. Why
2. CLAP & LOVE
3. Peace loving people (Live Ver.)
4. CLAP & LOVE (Instrumental)
5. Why (Instrumental)

### 完全生産限定盤付属のDVD
1. Why（絢香出演PV）
2. Why (CRISIS CORE-FINAL FANTASY VII-Ver.)

## 楽曲の収録アルバム
- Sing to the Sky（#1、#2）
- ayaka's History 2006-2009（#1、#2（Disc1）、#3（Disc2・通常音源））